# Avex-CLASSICS
avex classics（エイベックス・クラシックス）は、エイベックス・クラシックス・インターナショナルのレコードレーベル。クラシックを専門とする。2003年10月参入。
2007年に視覚障害を持つピアニスト辻井伸行の初アルバム『debut』をリリースしたが、これは2009年に辻井がヴァン・クライバーン国際ピアノコンクールで優勝したのをきっかけに、同年6月22日付のオリコンウィークリーチャートでピアニストとして最高の2位を記録した。2009年には第44代アメリカ合衆国大統領であるバラク・オバマの演説とクラシックを合わせたアルバム『Yes We Can!-オバマ・クラシック』や、『核なき世界〜オバマ・クラシック2』をリリースした。